# Tarhoncu Ahmed Pasha
Tarhoncu Ahmed Pasha (em turco: Tarhuncu Ahmed Paşa; falecido em 21 de março de 1653) foi um estadista albanês otomano e grão-vizir do Império Otomano de 20 de junho de 1652 a 21 de março de 1653, quando foi executado por causa das reformas econômicas que iniciou.

## Vida
Tarhoncu Ahmed Pasha nasceu na área do moderno distrito de Mat , no norte da Albânia, no início do século XVII. Ele foi inicialmente um vendedor de estragão (tarhoncu) antes de ingressar na administração otomana. Ele serviu como governador do Egito antes de atingir o vezirate. Durante seu breve mandato no meio do reinado do sultão Mehmet IV (r . 1648–1687), ele tentou prevenir o declínio e reformar a burocracia otomana. Tarhoncu Ahmed foi o primeiro grão-vizir a elaborar um orçamento anual antes do próximo ano fiscal. No entanto, suas reformas ameaçaram as forças conservadoras da elite otomana, que garantiram sua execução em 21 de março de 1653, espalhando o falso boato de que pretendia depor o sultão. Isso acabou efetivamente com as tentativas de reforma por vários anos.